# Novoselivka, Horodenka
Novoselivka (în ucraineană Новоселівка) este un sat în comuna Olievo-Korolivka din raionul Horodenka, regiunea Ivano-Frankivsk, Ucraina.

## Demografie
Componența lingvistică a localității Novoselivka
     Ucraineană (100%)
Conform recensământului din 2001, toată populația localității Novoselivka era vorbitoare de ucraineană (100%).